# Киноведческие записки
«Киноведческие записки» — советский и российский историко-теоретический журнал о кино, основанный киноведом Александром Трошиным и издаваемый с 1988 года. 
Журнал публикует как новые работы по теории и истории кино, созданные российскими и зарубежными исследователями, так и архивные материалы классиков мирового киноведения. Особый акцент делается на историю дореволюционного и советского кинематографа. Журнал также практикует издание тематических номеров, центром внимания которых становятся смежные искусства (театр, анимация) или кинематографии отдельных стран и регионов. Известность «КЗ» выходит за рамки узкого круга специалистов, которым они непосредственно адресованы.

## История и авторы
«КЗ» были задуманы Трошиным как «площадка» для определённого «типа теоретической киномысли», который олицетворяли Наум Клейман, Леонид Козлов, Юрий Цивьян, Михаил Ямпольский — представители классической кинонауки, рассматривающей кинематограф как непрерывный исторический процесс. Ключевой для журнала автор прошлого — Сергей Эйзенштейн, на страницах «КЗ» в рубрике «Эйзенштейновские чтения» регулярно выходят материалы из его архива. Поясняя пристальный интерес издания к наследию Эйзенштейна, Трошин писал: «…практика и особенно теория великого режиссёра и учёного настолько широки, что включают в свою орбиту самые разнообразные явления, позволяя выстроить то самое объёмное „пространство культуры“, которое, собственно, и является подлинным полем внимания и исследования для авторов журнала».
Помимо названных выше, в «КЗ» печатались такие российские специалисты, как Лев Аннинский, Георгий Гачев, Александр Жолковский, Нея Зоркая, Вяч. Вс. Иванов, Майя Туровская, Мирон Черненко и др. Под обложкой журнала появлялись работы, принадлежащие перу крупных кинотеоретиков XX века (Андре Базен, Бела Балаж, Ролан Барт, Вальтер Беньямин, Луи Деллюк, Зигфрид Кракауэр, Кристиан Метц и др.), а также теоретические, эпистолярные и мемуарные тексты, созданные классиками мировой режиссуры (Робер Брессон, Луис Бунюэль, Лукино Висконти, Дэвид Уорк Гриффит, Жан Кокто, Фриц Ланг, Пьер Паоло Пазолини, Жан Ренуар и др.). Для современного автора попасть на страницы «КЗ» — «это престижная рекомендация».
Главный редактор — Наум Клейман. 